# 히미선
히미선(일본어: 氷見線)은 일본 도야마현 다카오카시의 다카오카역과 히미시의 히미역에 이르는 서일본 여객철도의 철도 노선(지방 교통선)이다.

## 노선 정보
- 관할 · 노선 거리 (영업 거리) :
  - 서일본 여객철도 (제 1 종 철도사업자)
    - 다카오카 역 - 히미 역 간 : 16.5km

  - 일본화물철도 (제 2 종 철도사업자)
    - 다카오카 역 - 후시키 역 간 : 7.3km
- 궤간 : 1067mm
- 역 수 : 8 (기종점역 포함)
  - 히미 선 소속 역으로 한정된 경우, 호쿠리쿠 본선 소속의 다카오카 역이 제외되어, 7역이 된다.
- 복선화 구간 : 없음 (전 구간 단선)
- 전철화 구간 : 없음 (전 구간 비 전철화)
- 폐색 방식 : 특수 자동 폐색식(궤도 회로 검지식)
- 최고 속도 : 85km/h

전 구간이 서일본 여객철도 가나자와 지사 도야마 지역 철도부가 관리하고 있다.

## 역 목록
- 전 노선 도야마현에 소재.

| 역명         | 일어 역명 | 역간 거리 | 영업 거리 | 접속 노선                                                                                            | 소재지     |
| ------------ | --------- | --------- | --------- | --- | ---------- |
| 다카오카     | 高岡      | -         | 0.0       | 조하나 선 아이노카제토야마 철도 아이노카제토야마 철도선 만요센 다카오카 궤도선 (다카오카에키마에 역) | 다카오카시 |
| 엣추나카가와 | 越中中川  | 1.7       | 1.7       | | 다카오카시 |
| 노마치       | 能町      | 2.4       | 4.1       | 일본화물철도 신미나토 선 (화물선)                                                                    | 다카오카시 |
| 후시키       | 伏木      | 3.2       | 7.3       | | 다카오카시 |
| 엣추코쿠부   | 越中国分  | 1.7       | 9.0       | | 다카오카시 |
| 아마하라시   | 雨晴      | 1.9       | 10.9      | | 다카오카시 |
| 시마오       | 島尾      | 2.6       | 13.5      | | 히미시     |
| 히미         | 氷見      | 3.0       | 16.5      | | 히미시     |